# Phẩm phục Công giáo
Trong Công giáo Rôma, các phẩm phục diễn tả quyền hành, chức vị và nhiệm vụ của từng đối tượng: giáo sĩ, tu sĩ, nữ tu hoặc giáo dân... Mỗi phẩm phục lại được thiết kế riêng cho từng mục đích: khi dùng trong phụng vụ (thờ phượng) hay trong sinh hoạt đời thường. Xét về phương diện lịch sử, phẩm phục dùng trong phụng vụ Công giáo phần lớn được vay mượn từ áo của người Roma dùng trong triều đình, trong các lễ hội hay trong các buổi tế thần linh ngày xưa. Luật chữ đỏ của Giáo hội Công giáo quy định về phẩm phục được mặc hoặc phải mặc trong các nghi lễ khác nhau. Trong đó, có một số phẩm phục được chỉ thị là phải mặc ở mọi thời điểm hoặc ở vài thời điểm. Đối với thành viên các dòng tu, họ thường mặc đồng phục riêng của dòng nhằm phân biệt họ với dòng khác hoặc giáo sĩ triều.

## Phẩm phục

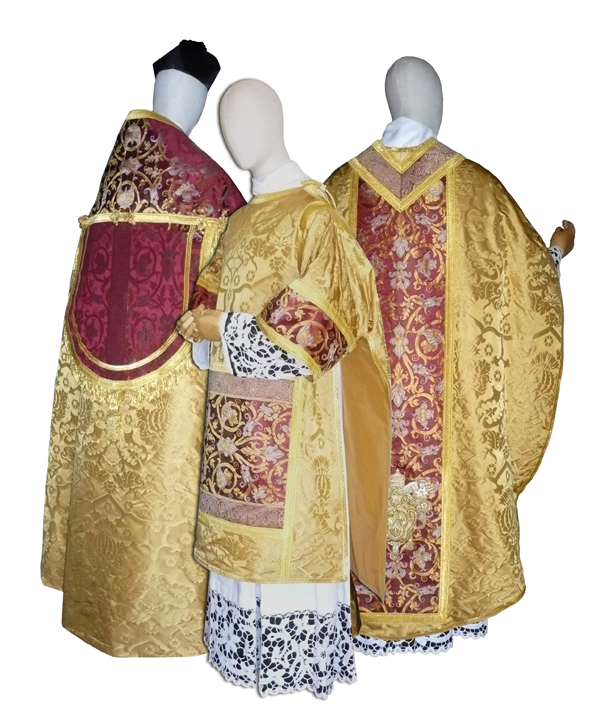
Phẩm phục được trang trí công phu dành cho giáo sĩ Công giáo (từ trái sang phải): áo cappa cùng mũ biretta, áo dalmatica, áo casula

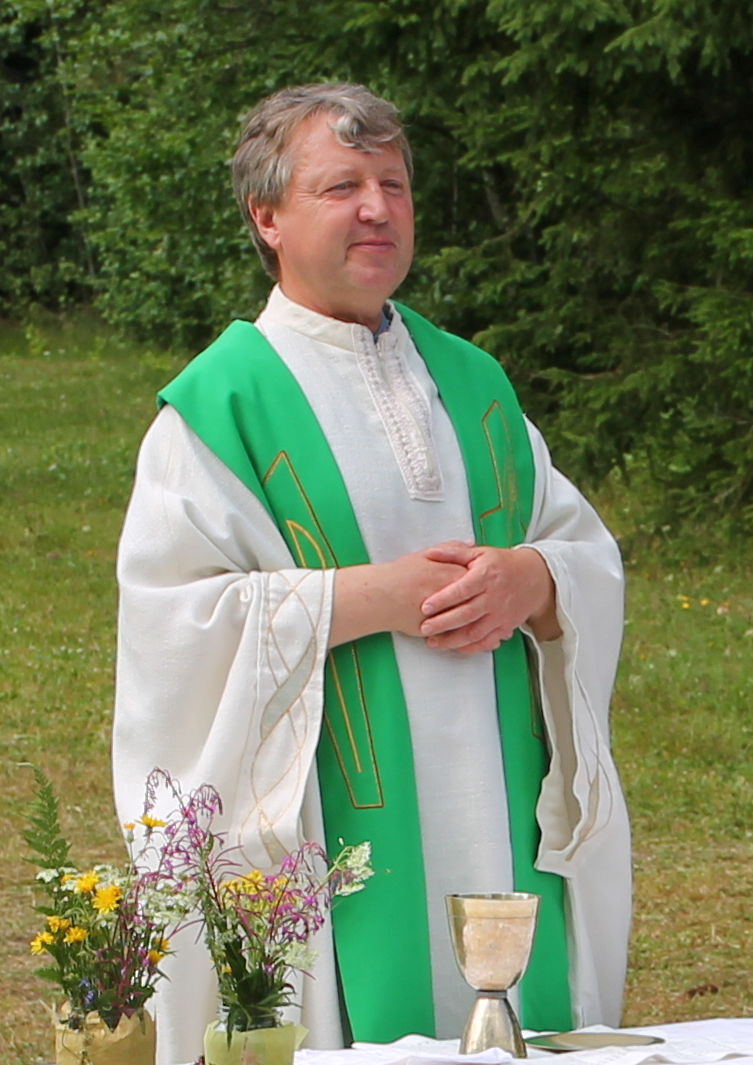
Một linh mục đeo dây các phép

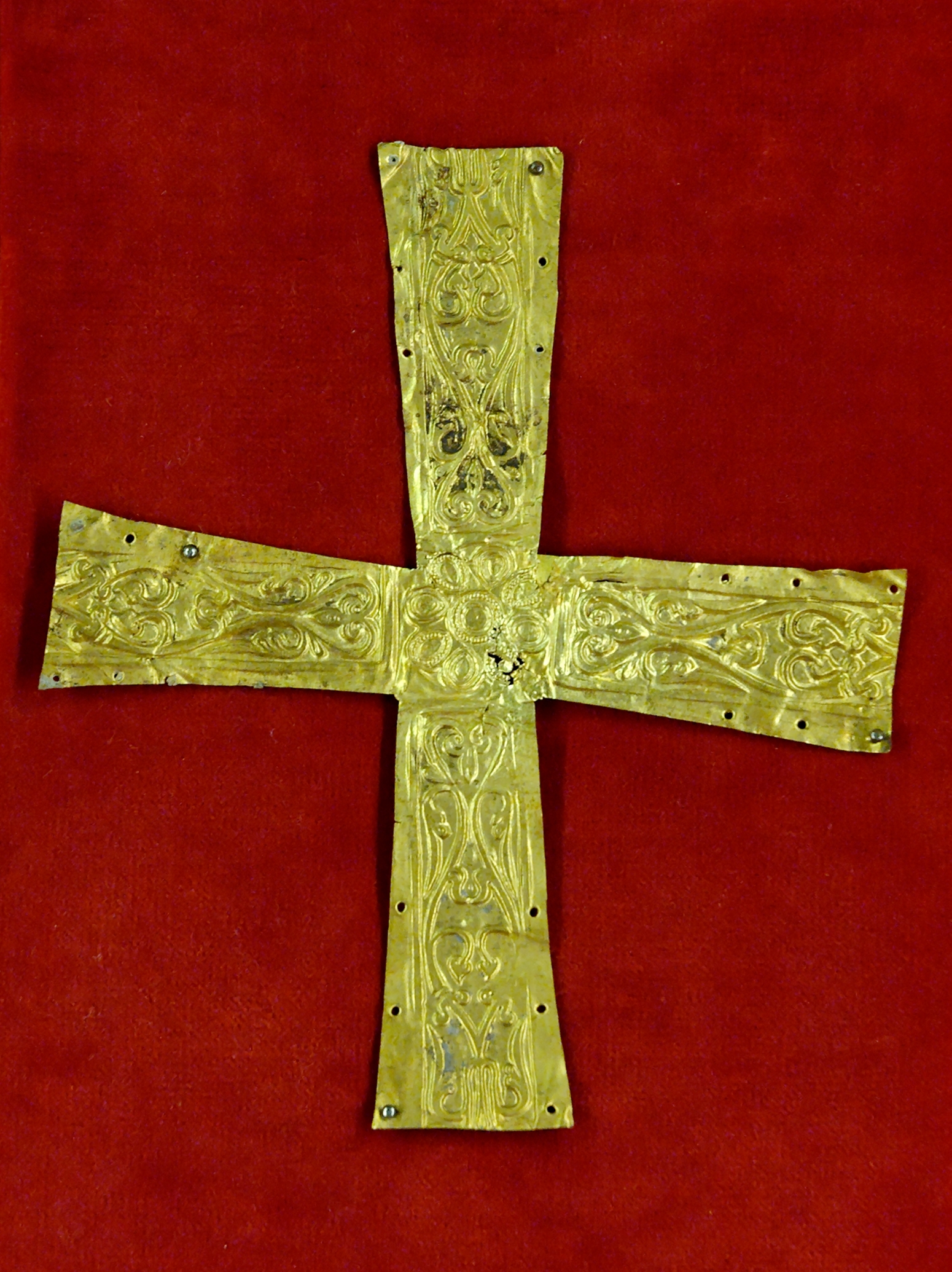
Thánh giá đeo ngực bằng vàng tại nước Ý, cuối thế kỷ 6–thế kỷ 7

Khi cử hành thánh lễ, mỗi phẩm phục tượng trưng cho một chiều kích thiêng liêng của chức vụ linh mục, phát xuất từ chính nguồn gốc của Hội Thánh. Ở một mức độ nào đó, các phẩm phục nhắc nhớ đến nguồn gốc La Mã của Hội Thánh Công giáo. Trong số này, có nhiều phẩm phục chỉ được dùng trong Giáo hội Latinh.
Áo chùng thâm
là một chiếc áo dài ngang mắt cá chân và ôm khít người.
Dây các phép
là một dải vải dài được choàng lên sau cổ. Dây các phép là một biểu tượng của chức thánh và được dùng để phân biệt những người đã có chức thánh với người chưa có. Phó tế thì đeo dây các phép từ vai trái chéo xuống hông phải với một vạt ở trước ngực và một vạt ở sau lưng. Linh mục và giám mục thì quàng dây các phép lên sau cổ rồi thả hai vạt song song về phía trước ngực. Trong thánh lễ Tridentino, các linh mục đeo dây các phép bắt chéo trước ngực và cố định bằng dây thắt lưng, còn giám mục thì được thả hai mạt song song phía trước ngực (vì giám mục sở hữu chức vụ tư tế trọn vẹn). Ngày nay, cả linh mục và giám mục đều đeo dây các phép không bắt chéo trước ngực.
Áo alba
là một loại áo chung dành cho tất cả các thừa tác viên trong bí tích Thánh Thể. Áo alba được mặc chồng lên áo chùng thâm (đối với linh mục). Áo alba tượng trưng cho áo rửa tội.
Thánh giá đeo ngực
là chiếc thánh giá lớn được mắc trên một chiếc dây chuyền quàng qua cổ. Chỉ có giám mục và viện phụ mới đeo thánh giá trước ngực. Một số kinh sĩ cụ thể được phép đeo thánh giá trước ngực sau khi được Giáo tông chuẩn miễn cách đặc biệt. Giám mục mặc áo kinh hội thì đeo thánh giá màu vàng kim mắc trên dây thừng màu xanh, tương tự với hồng y nhưng thay vào đó thì dùng dây thừng đỏ. Khi giám mục mặc áo chùng thâm thì đeo thánh giá màu bạc cùng dây chuyền màu bạc.
Áo các phép
là một chiếc áo dài ngang thắt lưng màu trắng, được mặc chồng lên áo chùng thâm hoặc tu phục theo từng dòng tu. Áo các phép thường được dùng bởi các giúp lễ và ca viên trong ca đoàn. Áo các phép cũng có thể được dùng bởi các linh mục đồng tế trong một thánh lễ.
Áo cappa
là một loại áo choàng có hình tròn, khi mặc thì rủ dài ngang mắt cá chân, thường được sử dụng bởi giám mục, linh mục và đôi khi còn bởi phó tế.
Áo rochet
là một loại áo tương tự như áo các phép nhưng có ống tay áo hẹp hơn và thường được trang trí bằng ren cách công phu.
Mũ zucchetto
là một loại mũ sọ, tương tự như mũ kippah của người Do Thái. Thường được dùng bởi giám mục (bao gồm các hồng y và giáo tông), còn ở các bậc giáo sĩ thấp hơn thì ít được sử dụng.
Mũ mitra
là một loại mũ chóp cao dành cho giám mục và một số viện phụ.
Khăn maniple
là một loại khăn chỉ được dùng trong thánh lễ, được đeo trên cẳng tay sao cho hai vạt của khăn rủ song song nhau. Từ sau cuộc cải cách nền phụng vụ hậu Công đồng chung Vaticano II, khăn maniple không còn được sử dụng phổ biến nhưng vẫn còn được dùng cho đến bây giờ, nhất là trong các thánh lễ Tridentino (việc đeo khăn maniple trên cẳng tay là bắt buộc theo luật chữ đỏ).
Khăn phủ vai (humerus)
là một tấm vải trắng dài hình chữ nhật, phủ lên khắp vai vị linh mục và được dùng để che khuất tay của linh mục khi vị này nhấc mặt nhật lên khỏi bàn thờ để ban phép lành Thánh Thể. Khăn phủ vai cũng được phụ phó tế sử dụng trong khi cầm đĩa thánh.
Mũ biretta
là một loại mũ cứng hình chữ nhật, được giáo sĩ mọi bậc (trừ giáo tông) sử dụng; màu sắc của mũ biretta biểu thị bậc giáo sĩ của người đội.
Áo tunicula
là áo choàng bên ngoài cùng của phụ phó tế.
Áo casula
là áo choàng lễ dành cho linh mục và giám mục, thường được trang trí khá công phu. Áo casula chỉ được dùng khi cử hành thánh lễ.
Áo dalmatica
là áo choàng lễ dành cho phó tế.
Khăn vai (amice)
là một phẩm phục bằng vải trắng ngắn, hình chữ nhật, mặc dưới áo alba để phủ vai linh mục. Khăn vai được sử dụng bởi linh mục chủ tế, phó tế và phụ phó tế trong thánh lễ.
Dây thắt lưng
là một loại dây lưng dài được bện bằng sợi trắng hay có màu, được đeo ở thắt lưng để giữ ly áo alba hay để cố định vị trí dây các phép.